# Dolmen del Prado de las Cruces
El Dolmen del Prado de las Cruces, sito en Bernuy-Salinero, constituye un singular ejemplo de arquitectura megalítica en la provincia de Ávila (España). 
El monumento funerario corresponde al tipo de los denominados «sepulcros de corredor», consta de cámara circular y corredor de acceso, orientado al sureste, todo ello cubierto por un túmulo de tierra y piedras, que en el espacio conservado alcanza los 20 metros de diámetro. 
Su utilización como lugar de enterramiento se extiende desde finales del Neolítico hasta principios de la Edad del Bronce, entre los últimos siglos del cuarto milenio y el primer tercio del segundo milenio a. C..

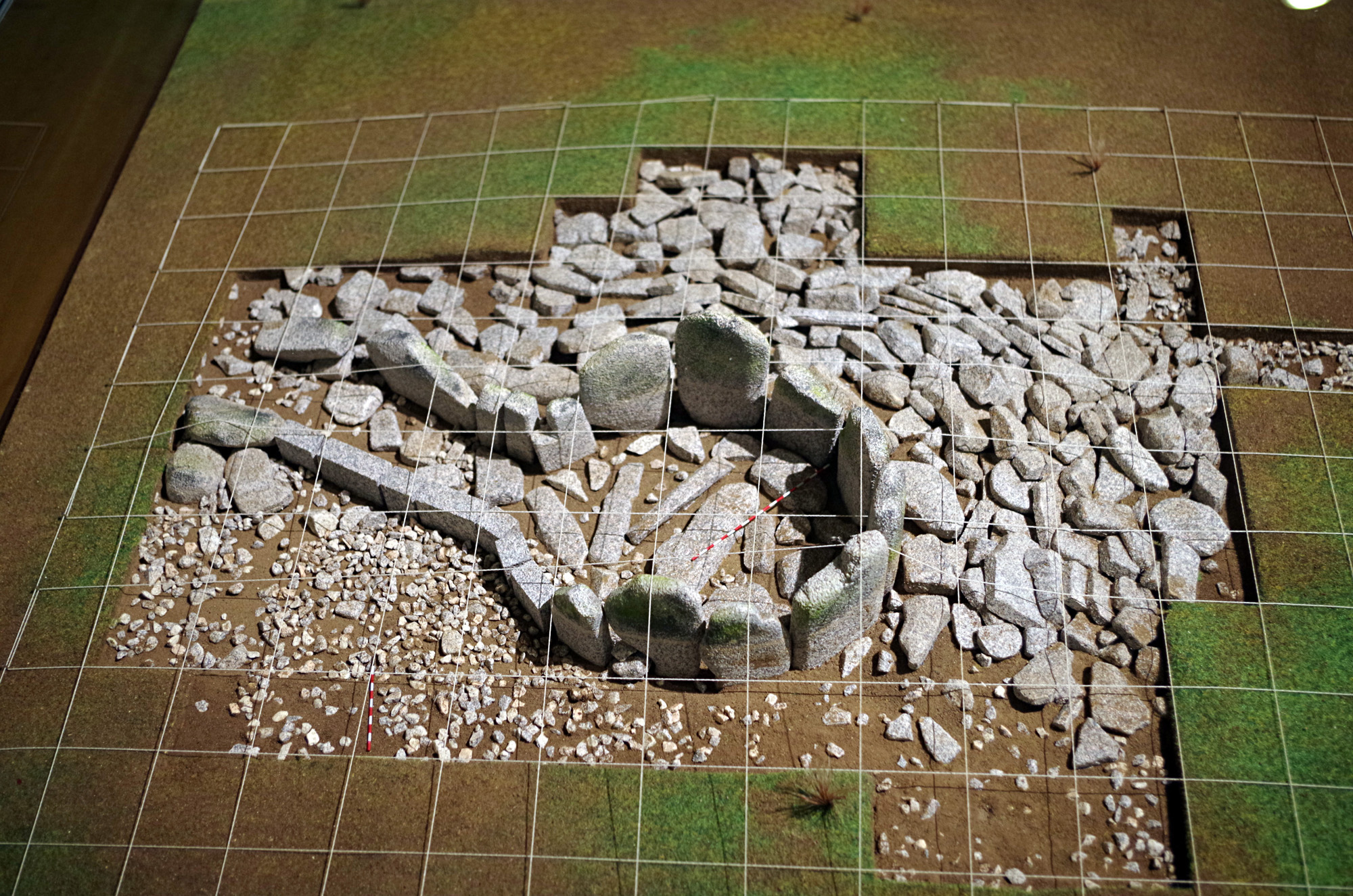
Maqueta del dolmen. Museo de Ávila